# Barra do Corda (kommun)
Barra do Corda är en kommun i Brasilien.   Den ligger i delstaten Maranhão, i den östra delen av landet, 1 200 km norr om huvudstaden Brasília. Antalet invånare är 82 692.
Följande samhällen finns i Barra do Corda:
- Barra do Corda

Omgivningarna runt Barra do Corda är huvudsakligen savann. Runt Barra do Corda är det glesbefolkat, med 11 invånare per kvadratkilometer.